# US Open 2016
Gli US Open 2016 sono stati un torneo di tennis che si giocava all'USTA Billie Jean King National Tennis Center di Flushing Meadows a New York, su campi di cemento DecoTurf all'aperto. Si trattava della 136ª edizione degli US Open, quarta e ultima prova del Grande Slam nell'ambito dell'ATP World Tour 2016 e del WTA Tour 2016.  
I campioni uscenti dei singolari maschile e femminile erano Novak Đoković e Flavia Pennetta, ma l'italiana non difese il titolo essendosi ritirata dal circuito a fine 2015.

## Torneo

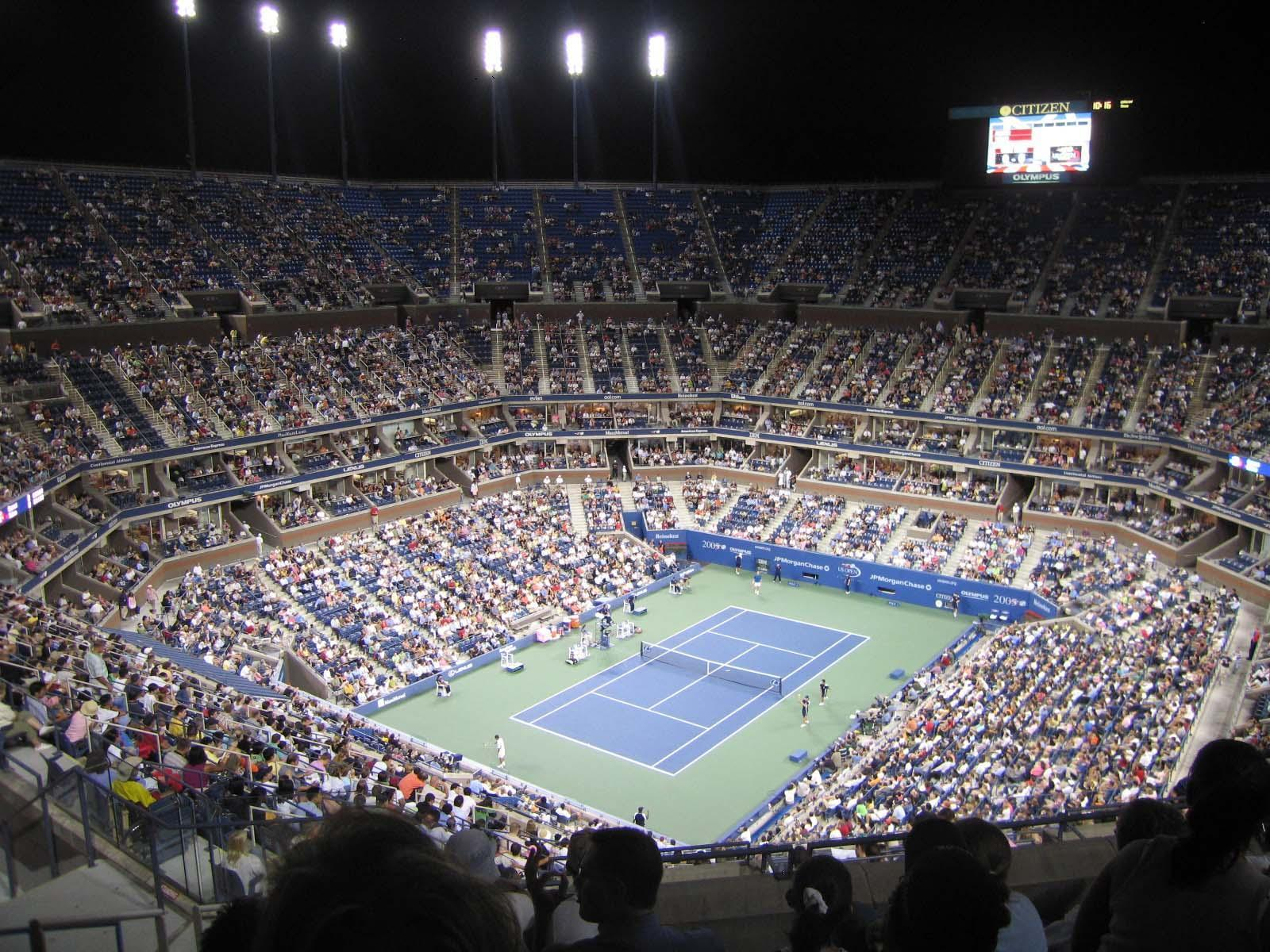
L'Arthur Ashe Stadium dove si sono giocate le finali degli US Open

L'evento è stato organizzato dalla International Tennis Federation (ITF), e faceva parte dell'ATP World Tour 2016 e del WTA Tour 2016 sotto la categoria Grande Slam. Il torneo comprendeva il singolare (maschile, femminile), il doppio (maschile, femminile) e il doppio misto. Si sono disputati anche i tornei di singolare e doppio per ragazze e ragazzi (giocatori under 18), mentre i tornei di singolare e doppio in carrozzina non si sono disputati per la concomitanza con i XV Giochi paralimpici estivi.
Il torneo si è giocato su quindici campi in cemento DecoTurf, inclusi i tre campi principali: Arthur Ashe Stadium, Louis Armstrong Stadium e Grandstand.

## Teste di serie nel singolare
| Legenda colori              |
| Vincitore                   |
| Finalista                   |
| Semifinalista               |
| Quarti di finale            |
| Eliminati al 1T, 2T, 3T, 4T |
| Non partecipa               |

### Singolare maschile
Ranking per "Testa di serie" al 22/08/2016.
Ranking per "Punteggio precedente" al 29/08/2016.
| Testa di serie | Rank | Giocatore             | Punteggio precedente | Punti da difendere | Punti conquistati | Punteggio nuovo | Situazione                                     |
| -------------- | ---- | --------------------- | -------------------- | ------------------ | ----------------- | --------------- | ---------------------------------------------- |
| 1              | 1    | Novak Đoković         | 14.840               | 2.000              | 1200              | 14.040          | Sconfitto in F da Stan Wawrinka [3]            |
| 2              | 2    | Andy Murray           | 9.305                | 180                | 360               | 9.485           | Eliminato ai QF da Kei Nishikori [6]           |
| 3              | 3    | Stan Wawrinka         | 4.980                | 720                | 2000              | 6.260           | Vittoria in F contro Novak Đoković [1]         |
| N/A            | 4    | Roger Federer         | 4.945                | 1.200              | 0                 | 3.745           | Non partecipa per infortunio al ginocchio      |
| 4              | 5    | Rafael Nadal          | 4.850                | 90                 | 180               | 4.940           | Eliminato al 4T da Lucas Pouille [24]          |
| 5              | 6    | Milos Raonic          | 4.805                | 90                 | 45                | 4.760           | Eliminato al 2T da Ryan Harrison [Q]           |
| 6              | 7    | Kei Nishikori         | 4.165                | 10                 | 720               | 4.875           | Eliminato in SF da Stan Wawrinka [3]           |
| N/A            | 8    | Tomáš Berdych         | 3.570                | 180                | 0                 | 3.390           | Non partecipa per attacco di appendicite acuta |
| 7              | 9    | Marin Čilić           | 3.515                | 720                | 90                | 2.885           | Eliminato al 3T da Jack Sock [26]              |
| 8              | 10   | Dominic Thiem         | 3.205                | 90                 | 180               | 3.295           | Eliminato al 4T da Juan Martín del Potro       |
| 9              | 11   | Jo-Wilfried Tsonga    | 2.875                | 360                | 360               | 2.875           | Eliminato ai QF da Novak Đoković [1]           |
| 10             | 12   | Gaël Monfils          | 2.835                | 10                 | 720               | 3.545           | Eliminato in SF da Novak Đoković [1]           |
| 11             | 13   | David Ferrer          | 2.660                | 90                 | 90                | 2.660           | Eliminato al 3T da Juan Martín del Potro [WC]  |
| 12             | 14   | David Goffin          | 2.565                | 90                 | 10                | 2.485           | Eliminato al 1T da Jared Donaldson [Q]         |
| 13             | 15   | Richard Gasquet       | 2.230                | 360                | 10                | 1.880           | Eliminato al 1T da Kyle Edmund                 |
| 14             | 16   | Nick Kyrgios          | 2.060                | 10                 | 90                | 2.140           | Eliminato al 3T da Illja Marčenko              |
| 15             | 17   | Roberto Bautista Agut | 2.040                | 180                | 90                | 1.950           | Eliminato al 3T da Lucas Pouille [24]          |
| 16             | 18   | Feliciano López       | 1.840                | 360                | 45                | 1.525           | Eliminato al 2T da João Sousa                  |
| 17             | 19   | Bernard Tomić         | 1.780                | 90                 | 10                | 1.700           | Eliminato al 1T da Damir Džumhur               |
| 18             | 20   | Pablo Cuevas          | 1.745                | 45                 | 45                | 1.745           | Eliminato al 2T da Nicolás Almagro             |
| 19             | 22   | Steve Johnson         | 1.635                | 10                 | 45                | 1.670           | Eliminato al 2T da Juan Martín del Potro [WC]  |
| 20             | 21   | John Isner            | 1.645                | 180                | 90                | 1.555           | Eliminato al 3T da Kyle Edmund                 |
| 21             | 23   | Ivo Karlović          | 1.570                | 45                 | 180               | 1.705           | Eliminato al 4T da Kei Nishikori [6]           |
| 22             | 24   | Grigor Dimitrov       | 1.555                | 45                 | 180               | 1.690           | Eliminato al 4T da Andy Murray [2]             |
| 23             | 35   | Kevin Anderson        | 1.275                | 360                | 90                | 1.005           | Eliminato al 3T da Jo-Wilfried Tsonga [9]      |
| 24             | 25   | Lucas Pouille         | 1.481                | 10                 | 360               | 1.831           | Eliminato ai QF da Gaël Monfils [10]           |
| 25             | 26   | Philipp Kohlschreiber | 1.475                | 90                 | 10                | 1.395           | Eliminato al 1T da Nicolas Mahut               |
| 26             | 27   | Jack Sock             | 1.450                | 45                 | 180               | 1.585           | Eliminato al 4T da Jo-Wilfried Tsonga [9]      |
| 27             | 28   | Alexander Zverev      | 1.415                | 10+25              | 45                | 1.425           | Eliminato al 2T da Daniel Evans                |
| 28             | 29   | Martin Kližan         | 1.405                | 45                 | 10                | 1.370           | Eliminato al 1T da Michail Južnyj              |
| 29             | 30   | Sam Querrey           | 1.400                | 10                 | 10                | 1.400           | Eliminato al 1T da Janko Tipsarević [PR]       |
| 30             | 31   | Gilles Simon          | 1.385                | 10                 | 45                | 1.420           | Eliminato al 2T da Paolo Lorenzi               |
| 31             | 33   | Albert Ramos Viñolas  | 1.330                | 10+45              | 45+20             | 1.340           | Eliminato al 2T da Andrej Kuznecov             |
| 32             | 34   | Benoît Paire          | 1.305                | 180                | 45                | 1.170           | Eliminato al 2T da Marcos Baghdatis            |
| N/A            | 142  | Juan Martín del Potro | 410                  | 0                  | 360               | 770             | Eliminato ai QF da Stan Wawrinka [3]           |

### Singolare femminile
Ranking per "Testa di serie" al 22/08/2016.
Ranking per "Punteggio precedente" al 29/08/2016.
| Testa di serie | Rank | Giocatrice               | Punteggio precedente | Punti da difendere | Punti conquistati | Punteggio nuovo | Situazione                                       |
| -------------- | ---- | ------------------------ | -------------------- | ------------------ | ----------------- | --------------- | ------------------------------------------------ |
| 1              | 1    | Serena Williams          | 7.050                | 780                | 780               | 7.050           | Eliminata in SF da Karolína Plíšková [10]        |
| 2              | 2    | Angelique Kerber         | 6.860                | 130                | 2000              | 8.530           | Vittoria in finale contro Karolína Plíšková [10] |
| 3              | 3    | Garbiñe Muguruza         | 5.830                | 70                 | 70                | 5.830           | Eliminata al 2T da Anastasija Sevastova          |
| 4              | 4    | Agnieszka Radwańska      | 5.705                | 130                | 240               | 5.815           | Eliminata al 4T da Ana Konjuh                    |
| 5              | 5    | Simona Halep             | 5.151                | 780                | 430               | 4.801           | Eliminata ai QF da Serena Williams [1]           |
| 6              | 6    | Venus Williams           | 4.005                | 430                | 240               | 3.815           | Eliminata al 4T da Karolína Plíšková [10]        |
| N/A            | 7    | Viktoryja Azaranka       | 3.551                | 430                | 0                 | 3.121           | Non partecipa perché è in gravidanza.            |
| 7              | 8    | Roberta Vinci            | 3.465                | 1.300              | 430               | 2.595           | Eliminata ai QF da Angelique Kerber [2]          |
| 8              | 9    | Madison Keys             | 3.286                | 240                | 240               | 3.286           | Eliminata al 4T da Caroline Wozniacki            |
| 9              | 10   | Svetlana Kuznecova       | 3.190                | 10                 | 70                | 3.250           | Eliminata al 2T da Caroline Wozniacki            |
| 10             | 11   | Karolína Plíšková        | 3.135                | 10                 | 1300              | 4.425           | Sconfitta in F da Angelique Kerber [2]           |
| 11             | 12   | Carla Suárez Navarro     | 3.100                | 10                 | 240               | 3.330           | Eliminata al 4T da Simona Halep [5]              |
| 12             | 13   | Dominika Cibulková       | 3.100                | 130                | 130               | 3.100           | Eliminata al 3T da Lesja Curenko                 |
| 13             | 14   | Johanna Konta            | 2.905                | 240+40             | 240               | 2.865           | Eliminata al 4T da Anastasija Sevastova          |
| 14             | 16   | Petra Kvitová            | 2.580                | 430                | 240               | 2.390           | Eliminata al 4T da Angelique Kerber [2]          |
| 15             | 15   | Timea Bacsinszky         | 2.713                | 10                 | 70                | 2.773           | Eliminata al 2T da Varvara Lepchenko             |
| 16             | 17   | Samantha Stosur          | 2.370                | 240                | 70                | 2.200           | Eliminata al 2T da Zhang Shuai                   |
| 17             | 18   | Anastasija Pavljučenkova | 2.195                | 70                 | 130               | 2.255           | Eliminata al 3T da Karolína Plíšková [10]        |
| 18             | 21   | Barbora Strýcová         | 2.050                | 130                | 10                | 1.930           | Eliminata al 1T da Monica Niculescu              |
| 19             | 20   | Elena Vesnina            | 2.054                | 70                 | 130               | 2.114           | Eliminata al 3T contro Carla Suárez Navarro [11] |
| 20             | 22   | Kiki Bertens             | 1.954                | 70+40              | 10                | 1.845           | Eliminata al 1T da Ana Konjuh                    |
| 21             | 23   | Irina-Camelia Begu       | 1.835                | 10                 | 10                | 1.835           | Eliminata al 1T da Lesja Curenko                 |
| 22             | 19   | Elina Svitolina          | 2.101                | 130                | 130               | 2.101           | Eliminata al 3T da Petra Kvitová [14]            |
| 23             | 24   | Dar'ja Kasatkina         | 1.773                | 130                | 10                | 1.653           | Eliminata al 1T da Wang Qiang                    |
| N/A            | 25   | Sloane Stephens          | 1.612                | 10                 | 0                 | 1.602           | Non partecipa per un infortunio al piede destro  |
| 24             | 26   | Belinda Bencic           | 1.602                | 130                | 130               | 1.602           | Eliminata al 3T da Johanna Konta [13]            |
| 25             | 33   | Caroline Garcia          | 1.555                | 10                 | 130               | 1.675           | Eliminata al 3T da Agnieszka Radwańska [4]       |
| 26             | 27   | Laura Siegemund          | 1.600                | 10+40+140          | 130+16            | 1.563           | Eliminata al 3T da Venus Williams [6]            |
| 27             | 28   | Sara Errani              | 1.590                | 130                | 10                | 1.470           | Eliminata al 1T da Shelby Rogers                 |
| 28             | 30   | Coco Vandeweghe          | 1.561                | 70                 | 10                | 1.501           | Eliminata al 1T da Naomi Ōsaka                   |
| 29             | 31   | Ana Ivanović             | 1.560                | 10                 | 10                | 1.560           | Eliminata al 1T da Denisa Allertová              |
| 30             | 32   | Misaki Doi               | 1.555                | 70                 | 10                | 1.495           | Eliminata al 1T da Carina Witthöft               |
| 31             | 34   | Tímea Babos              | 1.510                | 10                 | 130               | 1.630           | Eliminata al 3T da Simona Halep [5]              |
| 32             | 35   | Mónica Puig              | 1.500                | 10                 | 10                | 1.500           | Eliminata al 1T da Zheng Saisai                  |
| N/A            | 48   | Anastasija Sevastova     | 1.098                | 0                  | 430               | 1.528           | Eliminata ai QF da Caroline Wozniacki            |
| N/A            | 74   | Caroline Wozniacki       | 871                  | 70                 | 780               | 1.581           | Eliminata in SF da Angelique Kerber [2]          |
| N/A            | 92   | Ana Konjuh               | 719                  | 70                 | 430               | 1.079           | Eliminata ai QF da Karolína Plíšková [10]        |

## Wildcard
Ai seguenti giocatori è stata assegnata una wild card per accedere al tabellone principale.

### Singolare maschile
1. Juan Martín del Potro
2. James Duckworth
3. Ernesto Escobedo
4. Bjorn Fratangelo
5. Mackenzie McDonald
6. Michael Mmoh
7. Rajeev Ram
8. Frances Tiafoe

### Singolare femminile
1. Danielle Collins
2. Kayla Day
3. Lauren Davis
4. Sofia Kenin
5. Vania King
6. Bethanie Mattek-Sands
7. Ellen Perez
8. Virginie Razzano

### Doppio maschile
1. Taylor Fritz /  Tommy Paul
2. Ryan Harrison /  Austin Krajicek
3. Denis Kudla /  Dennis Novikov
4. Nicolas Meister /  Eric Quigley
5. Mackenzie McDonald /  Martin Redlicki
6. John McNally /  Jeffrey John Wolf
7. Daniel Nguyen /  Noah Rubin

### Doppio femminile
1. Brooke Austin /  Kourtney Keegan
2. Catherine Bellis /  Julia Boserup
3. Jacqueline Cako /  Danielle Lao
4. Samantha Crawford /  Jessica Pegula
5. Jada Myii Hart /  Ena Shibahara
6. Asia Muhammad /  Taylor Townsend
7. Ashley Weinhold /  Caitlin Whoriskey

### Doppio misto
1. Emina Bektas /  Evan King
2. Nicole Gibbs /  Dennis Novikov
3. Martina Hingis /  Leander Paes
4. Jamie Loeb /  Noah Rubin
5. Christina McHale /  Ryan Harrison
6. Melanie Oudin /  Mitchell Krueger
7. Taylor Townsend /  Donald Young
8. Sachia Vickery /  Frances Tiafoe

## Qualificazioni

### Singolare maschile
1. Alessandro Giannessi
2. Christian Harrison
3. Karen Chačanov
4. Guido Andreozzi
5. Jan Šátral
6. Steve Darcis
7. Márton Fucsovics
8. Thomas Fabbiano
9. Radek Štěpánek
10. Guilherme Clezar
11. Ryan Harrison
12. Il'ja Ivaška
13. Saketh Myneni
14. Jared Donaldson
15. Marco Chiudinelli
16. Miša Zverev

### Singolare femminile
1. Kristína Kučová
2. Duan Yingying
3. Montserrat González
4. Nadia Podoroska
5. Elise Mertens
6. Mandy Minella
7. Catherine Bellis
8. Wang Yafan
9. Taylor Townsend
10. Jessica Pegula
11. Ana Bogdan
12. Barbara Haas
13. Richèl Hogenkamp
14. Antonia Lottner
15. Laura Robson
16. Aleksandra Krunić

## Tennisti partecipanti ai singolari

### Singolare maschile
- Singolare maschile

| Campione               | Campione                   | Finalista                  | Finalista                |
| ---------------------- | -------------------------- | -------------------------- | ------------------------ |
| Stan Wawrinka [3]      | Stan Wawrinka [3]          | Novak Đoković [1]          | Novak Đoković [1]        |
| Semifinalisti          |                            |                            |                          |
| Gaël Monfils (10)      | Gaël Monfils (10)          | Kei Nishikori (6)          | Kei Nishikori (6)        |
| Eliminati ai quarti    |                            |                            |                          |
| Jo-Wilfried Tsonga (9) | Lucas Pouille (24)         | Juan Martín del Potro (WC) | Andy Murray (2)          |
| Eliminati agli ottavi  |                            |                            |                          |
| Kyle Edmund            | Jack Sock (26)             | Rafael Nadal (4)           | Marcos Baghdatis         |
| Dominic Thiem (8)      | Illja Marčenko             | Ivo Karlović (21)          | Grigor Dimitrov          |
| Eliminati al 3º turno  |                            |                            |                          |
| Michail Južnyj         | John Isner [20]            | Kevin Anderson [23]        | Marin Čilić [7]          |
| Andrej Kuznecov        | Roberto Bautista Agut [15] | Nicolás Almagro            | Ryan Harrison            |
| Pablo Carreño Busta    | David Ferrer [11]          | Nick Kyrgios [14]          | Daniel Evans             |
| Nicolas Mahut          | Jared Donaldson [Q]        | João Sousa                 | Paolo Lorenzi            |
| Eliminati al 2º turno  |                            |                            |                          |
| Jiří Veselý            | Guido Pella                | Steve Darcis [Q]           | Ernesto Escobedo [WC]    |
| James Duckworth [WC]   | Vasek Pospisil             | Miša Zverev [Q]            | Serhij Stachovs'kyj      |
| Andreas Seppi          | Albert Ramos Viñolas [31]  | Marco Chiudinelli [Q]      | Federico Delbonis        |
| Jan Šátral [Q]         | Pablo Cuevas [18]          | Benoît Paire [32]          | Milos Raonic [5]         |
| Ričardas Berankis      | Janko Tipsarević           | Steve Johnson [19]         | Fabio Fognini            |
| Horacio Zeballos       | Damir Džumhur              | Alexander Zverev [27]      | Alessandro Giannessi [Q] |
| Karen Chačanov         | Paul-Henri Mathieu         | Donald Young               | Victor Troicki           |
| Feliciano López [16]   | Jérémy Chardy              | Gilles Simon [30]          | Marcel Granollers        |
| Eliminati al 1º turno  |                            |                            |                          |
| Jerzy Janowicz         | Saketh Myneni              | Bjorn Fratangelo           | Martin Kližan [28]       |
| Frances Tiafoe         | Jordan Thompson            | Lukáš Lacko                | Richard Gasquet [13]     |
| Guido Andreozzi        | Robin Haase                | Jozef Kovalík              | Joshihito Nishioka       |
| Taylor Fritz           | Jordan Thompson            | Pierre-Hugues Herbert      | Gastão Elias             |
| Jordan Thompson        | Rogério Dutra da Silva     | Denis Istomin              | Stéphane Robert          |
| Thomaz Bellucci        | Julien Benneteau           | Michail Kukuškin           | Guilherme Clezar         |
| Brian Baker            | Guillermo García López     | Gilles Müller              | Mackenzie McDonald       |
| Márton Fucsovics       | Dudi Sela                  | Dušan Lajović              | Facundo Bagnis           |
| Adrian Mannarino       | Dustin Brown               | John Millman               | Malek Jaziri             |
| Il'ja Ivaška           | Sam Querrey [29]           | Evgenij Donskoj            | Diego Schwartzman        |
| Tejmuraz Gabašvili     | Aleksandr Dolhopolov       | Aljaž Bedene               | Florian Mayer            |
| Ivan Dodig             | Bernard Tomić [17]         | Daniel Brands              | Rajeev Ram               |
| Denis Kudla            | Fernando Verdasco          | Benjamin Becker            | Thomas Fabbiano          |
| Paul-Henri Mathieu     | Philipp Kohlschreiber [25] | Lu Yen-hsun                | Paul-Henri Mathieu       |
| Jan-Lennard Struff     | Radu Albot                 | David Goffin [12]          | Feliciano López [16]     |
| Víctor Estrella Burgos | Michael Mmoh               | Íñigo Cervantes            | Radek Štěpánek           |

### Singolare femminile
- Singolare femminile

| Campionessa                | Campionessa               | Finalista                     | Finalista               |
| -------------------------- | ------------------------- | ----------------------------- | ----------------------- |
| Angelique Kerber [2]       | Angelique Kerber [2]      | Karolína Plíšková [10]        | Karolína Plíšková [10]  |
| Semifinaliste              |                           |                               |                         |
| Serena Williams (1)        | Serena Williams (1)       | Caroline Wozniacki            | Caroline Wozniacki      |
| Eliminate ai quarti        |                           |                               |                         |
| Simona Halep (5)           | Ana Konjuh                | Anastasija Sevastova          | Roberta Vinci (7)       |
| Eliminate agli ottavi      |                           |                               |                         |
| Jaroslava Švedova          | Carla Suárez Navarro (11) | Agnieszka Radwańska (4)       | Venus Williams (6)      |
| Madison Keys (8)           | Johanna Konta (13)        | Lesja Curenko                 | Petra Kvitová (4)       |
| Eliminate al 3º turno      |                           |                               |                         |
| Johanna Larsson            | Zhang Shuai               | Elena Vesnina (19)            | Tímea Babos (31)        |
| Caroline Garcia (25)       | Varvara Lepchenko         | Anastasija Pavljučenkova (17) | Laura Siegemund (26)    |
| Naomi Ōsaka                | Monica Niculescu          | Belinda Bencic (24)           | Kateryna Bondarenko     |
| Carina Witthöft            | Dominika Cibulková (12)   | Elina Svitolina (22)          | Catherine Bellis (Q)    |
| Eliminate al 2º turno      |                           |                               |                         |
| Vania King (WC)            | Denisa Allertová          | Wang Qiang                    | Samantha Stosur (16)    |
| Jelena Janković            | Annika Beck               | Richèl Hogenkamp (Q)          | Lucie Šafářová          |
| Naomi Broady               | Kateřina Siniaková        | Kurumi Nara                   | Timea Bacsinszky (15)   |
| Montserrat González (Q)    | Kristina Mladenovic       | Nicole Gibbs                  | Julia Görges            |
| Kayla Day (WC)             | Duan Yingying (Q)         | Ana Bogdan                    | Svetlana Kuznecova (9)  |
| Cvetana Pironkova          | Andrea Petković           | Zheng Saisai                  | Garbiñe Muguruza (3)    |
| Christina McHale           | Julija Putinceva          | Wang Yafan (Q)                | Evgenija Rodina         |
| Çağla Büyükakçay           | Lauren Davis (WC)         | Shelby Rogers                 | Mirjana Lučić-Baroni    |
| Eliminate al 1º turno      |                           |                               |                         |
| Ekaterina Makarova         | Antonia Lottner (Q)       | Karin Knapp                   | Ana Ivanović (29)       |
| Dar'ja Kasatkina (23)      | Lara Arruabarrena         | Ellen Perez (WC)              | Camila Giorgi           |
| Teliana Pereira            | Mariana Duque Mariño      | Nadia Podoroska (Q)           | Anett Kontaveit         |
| Barbara Haas (Q)           | Heather Watson            | Dar'ja Gavrilova              | Kirsten Flipkens        |
| Jessica Pegula (Q)         | Laura Robson (Q)          | Eugenie Bouchard              | Pauline Parmentier      |
| Kiki Bertens (20)          | Stefanie Vögele           | Peng Shuai (20)               | Vitalija D'jačenko (PR) |
| Sofia Kenin (WC)           | Danka Kovinić             | Nao Hibino                    | Louisa Chirico          |
| Patricia Maria Țig         | Aleksandra Krunić (Q)     | Yanina Wickmayer              | Kateryna Kozlova        |
| Alison Riske               | Madison Brengle           | Maria Sakkarī                 | Coco Vandeweghe (28)    |
| Barbora Strýcová (19)      | Sorana Cîrstea            | Taylor Townsend               | Francesca Schiavone     |
| Bethanie Mattek-Sands (WC) | Virginie Razzano (WC)     | Kristína Kučová (Q)           | Samantha Crawford       |
| Mónica Puig (32)           | Hsieh Su-wei              | Anna Karolína Schmiedlová     | Elise Mertens (Q)       |
| Anna-Lena Friedsam         | Mona Barthel              | Sabine Lisicki                | Misaki Doi (30)         |
| Irina-Camelia Begu (21)    | Alison Van Uytvanck (LL)  | Danielle Collins (WC)         | Magda Linette           |
| Jeļena Ostapenko           | Irina Falconi             | Aljaksandra Sasnovič          | Mandy Minella (Q)       |
| Sara Errani (27)           | Viktorija Golubic         | Alizé Cornet                  | Polona Hercog           |

## Seniors

### Singolare maschile
Stan Wawrinka ha battuto in finale  Novak Đoković con il punteggio di 6(1)–7, 6–4, 7–5, 6–3.

### Singolare femminile
Angelique Kerber ha battuto in finale  Karolína Plíšková con il punteggio di 6–3, 4–6, 6–4.

### Doppio maschile
Jamie Murray /  Bruno Soares hanno battuto in finale  Pablo Carreño Busta /  Guillermo García López con il punteggio di 6–2, 6–3.

### Doppio femminile
Bethanie Mattek-Sands /  Lucie Šafářová hanno battuto in finale  Caroline Garcia /  Kristina Mladenovic con il punteggio di 2–6, 7–6(5), 6–4.

### Doppio misto
Laura Siegemund /  Mate Pavić hanno battuto in finale  Coco Vandeweghe /  Rajeev Ram con il punteggio di 6–4, 6–4.

## Junior

### Singolare ragazzi
Félix Auger-Aliassime ha battuto in finale  Miomir Kecmanović con il punteggio di 6–3, 6–0.

### Singolare ragazze
Kayla Day ha battuto in finale  Viktória Kužmová con il punteggio di 6–3, 6–2.

### Doppio ragazzi
Juan Carlos Manuel Aguilar /  Felipe Meligeni Rodrigues Alves hanno battuto in finale  Félix Auger-Aliassime /  Benjamin Sigouin con il punteggio di 6–3, 7–6(4).

### Doppio ragazze
Jada Myii Hart /  Ena Shibahara hanno battuto in finale  Kayla Day /  Caroline Dolehide con il punteggio di 4–6, 6–2, [13–11].

## Tennisti in carrozzina

### Singolare maschile carrozzina
Torneo non disputato.

### Singolare femminile carrozzina
Torneo non disputato.

### Quad singolare
Torneo non disputato.

### Doppio maschile carrozzina
Torneo non disputato.

### Doppio femminile carrozzina
Torneo non disputato.

### Quad doppio
Torneo non disputato.

## Altri eventi

### Doppio maschile per invito
Pat Cash /  Mark Philippoussis hanno battuto in finale  John McEnroe /  Patrick McEnroe con il punteggio di 6–4, 6–3.

### Doppio femminile per invito
Lindsay Davenport /  Mary Joe Fernández hanno battuto in finale  Martina Navrátilová /  Arantxa Sánchez Vicario con il punteggio di 6–4, 6–2.

## Punti e montepremi
Il montepremi complessivo è di
| Torneo              | Torneo              | V    | F    | SF  | QF  | 4T  | 3T  | 2T | 1T | Q  | Q3 | Q2 | Q1 |
| Singolare maschile  | Punti               | 2000 | 1200 | 720 | 360 | 180 | 90  | 45 | 10 | 25 | 16 | 8  | 0  |
| Singolare maschile  | Premi in denaro ($) |      |      |     |     |     |     |    |    |    |    |    |    |
| Doppio maschile     | Punti               | 2000 | 1200 | 720 | 360 | 180 | 90  | 0  | –  | –  | –  | –  | –  |
| Doppio maschile     | Premi in denaro ($) |      |      |     |     |     |     |    | –  | –  | –  | –  | –  |
| Singolare femminile | Punti               | 2000 | 1300 | 780 | 430 | 240 | 130 | 70 | 10 | 40 | 30 | 20 | 2  |
| Singolare femminile | Premi in denaro ($) |      |      |     |     |     |     |    |    |    |    |    |    |
| Doppio femminile    | Punti               | 2000 | 1300 | 780 | 430 | 240 | 130 | 10 | –  | –  | –  | –  |    |
| Doppio femminile    | Premi in denaro ($) |      |      |     |     |     |     |    | –  | –  | –  | –  | –  |
| Doppio misto        | Punti               | –    | –    | –   | –   | –   | –   | –  | –  | –  | –  | –  | –  |
| Doppio misto        | Premi in denaro ($) |      |      |     |     |     |     |    | –  | –  | –  | –  | –  |